# Manfred Kubik
Manfred Kubik (* 25. Februar 1967 in Krefeld) ist ein ehemaliger deutscher Fußballtorwart.

## Karriere

### Vereine
Der Torhüter Manfred Kubik war in seiner Jugendzeit bei den Vereinen Preussen Krefeld, VfR Fischeln, MSV Duisburg und, ab 1984, Bayer 05 Uerdingen aktiv. Mit Bayers A-Jugend erreichte er 1985 die Niederrheinmeisterschaft, scheiterte aber in den Spielen um die Deutsche Meisterschaft an Borussia Dortmund. Vor der Runde 1985/86 erhielt er einen Vertrag für den Lizenzkader von Bayer 05. Er debütierte am 27. September 1985, als er im Spiel gegen den 1. FC Saarbrücken in der 14. Minute für Frank Kirchhoff eingewechselt wurde; Stammtorhüter Werner Vollack war des Feldes verwiesen worden. Auch in den nächsten Ligaspielen stand der 18-jährige Kubik für den gesperrten Vollack im Tor, wurde aber langfristig erst während der Spielzeit 1987/88 Stammtorwart.
Zur Saison 1990/91 wechselte er zum Zweitligisten SV Meppen, bei dem Verein er bis Saisonende 1993/94 Stammtorwart war. Es folgte eine Saison beim Ligakonkurrenten 1. FC Saarbrücken, bei dem er sich jedoch nicht gegen Stephan Straub durchzusetzen vermochte. 1995 beendete er seine Profikarriere. Er spielte in der Saison 1995/96 noch für den FSV Salmrohr in der drittklassigen Regionalliga West/Südwest und anschließend für die nordrheinischen Oberligisten FC Wegberg-Beeck (1996 −1999) und Wuppertaler SV (1999/2000), für den niederrheinischen Landesligisten Viktoria Goch und für den niederrheinische Verbandsligisten TuRU Düsseldorf.
Insgesamt bestritt er von 1985 bis 1996 81 Erstliga-, 142 Zweitliga- und 14  Regionalligaspiele, sowie 20 Spiele (für jeden Verein mindestens eins) im Wettbewerb um den DFB-Pokal. Auf internationaler Vereinsebene kam er im seinerzeitigen Wettbewerb um den Europapokal der Pokalsieger am 2. Oktober 1986 in der Grotenburg beim 9:0-Sieg über den maltesischen Pokalsieger FC Żurrieq im Erstrunden-Rückspiel zum Einsatz.

### Nationalmannschaft
Als Spieler von Preussen Krefeld kam er am 13. April 1982 in der Schülernationalmannschaft zum Einsatz, die in Frankfurt am Main die Schülernationalmannschaft Englands mit 3:0 bezwang. Am 23. September 1986 bestritt er in Kopenhagen sein einziges Länderspiel für die U21-Nationalmannschaft, als ihn Bundestrainer Berti Vogts für Bodo Illgner zur zweiten Halbzeit beim torlosen Remis gegen die U21-Nationalmannschaft Dänemarks einwechselte.

## Erfolge
- Meister Landesliga Niederrhein (Staffel 3) 2001
- Meister Oberliga Nordrhein 2000